# 穆罕默德 (戏剧)
穆罕默德（法語：Le fanatisme, ou Mahomet le Prophète，意为“狂热即先知穆罕默德”）是法国哲学家、剧作家伏尔泰于1736年创作的五幕悲剧。1741年4月25日于里尔首映。该戏剧基于默罕默德谋杀批评者的生平，探讨了宗教狂热和为实现自身目的对他人的操纵。伏尔泰称此剧是为了“反对虚假野蛮教派的创始人”。

## 主要内容
公元629年围困麦加期间，默罕默德为了得到一位漂亮的女性俘虏帕米拉，利用宗教狂热操纵帕米拉的心上人赛义德之子杀死了赛义德。在发现默罕默德邪恶的欺骗后，帕米拉不再相信默罕默德的神而自杀。